# Trou de Hertzsprung

Le trou de Hertzsprung est situé entre les classes spectrales A5 et G0 et entre les magnitudes +1 et −3 du diagramme de Hertzsprung-Russell.

Le trou de Hertzsprung est une région du diagramme de Hertzsprung-Russell (H-R) où l'on ne retrouve que très peu d'étoiles. Il est nommé d'après Ejnar Hertzsprung, premier chercheur à l'avoir observé. 
Le trou est situé entre les classes spectrales A5 et G0 et entre les magnitudes absolues +1 et −3. Ceci correspond à une région délimitée par le sommet de la séquence principale et les géantes rouges d'environ 1,5 masse solaire. La région a une forme trapézoïdale avec une largeur minimale pour les magnitudes plus faibles et maximale pour les magnitudes plus grandes. 
Quelque 11 000 étoiles observées dans le cadre de la mission Hipparcos ont été classées dans le diagramme H-R et seulement une poignée d'entre elles sont situées dans le trou de Hertzsprung.

## Causes
Lorsqu'une étoile traverse le trou de Hertzsprung au cours de son évolution, cela signifie qu'elle a terminé la fusion nucléaire de type proton-proton en son cœur, mais que la fusion n'a pas encore débuté dans les couches intermédiaires.
Le trou correspond à une région transitoire du diagramme H-R. Les étoiles qui s'y trouvent n'y passent que quelques milliers d'années, à rapporter aux dizaines de millions d'années de leur existence totale.